# Dora 2024.
Natjecanje Dora 2024. održalo se 22., 23. i 25. veljače na studijima Hrvatske radiotelevizije na zagrebačkom Prisavlju.
Na natjecanju je sudjelovalo 24 pjesama, među kojima je pjesma "Rim Tim Tagi Dim" pjevača Baby Lasagna pobijedila sa 321 bodova.
Na drugom programu hrvatskog radija (HRT – HR 2) u emisiji Svijet diskografije, 4. siječnja 2024. premijerno su emitirane sve 24 pjesme. Dana 9. siječnja HRT je na službenom YouTube kanalu Dore objavio sve 24 pjesme s pripadajučim spotovima.
Voditelji natjecanja najavljeni su 24. siječnja, a to su: Duško Ćurlić, Maja Ciglenečki i Anja Cerar.

## Popis natjecateljskih pjesama
Rezultati natječaja koji je bio otvoren od 15. rujna do 30. studenoga 2023. godine. objavljeni su 15. prosinca 2023. putem televizije, radija i društvenih mreža. Na natječaj se prijavilo ukupno 203 pjesama, a finaliste i rezerve je izabrao žiri u sastavu: Željko Mesar, Igor Geržina, Dražen Miočić, Robert Urlić, Tomislav Krizmanić i Ema Gross. Stručni ocjenivački sud odabrao je najviše 28 pjesama, 24 pjesme za natječaj i 4 rezervne pjesme. Dana 3. siječnja 2024. objavljeno je da se Zsa Zsa s pjesmom "Probudi usne moje" povukla iz nepoznatih razloga;  zamijenio ju je Baby Lasagna.
Legenda
██ Izvođač se povukao iz natjecanja
██ Rezervna pjesma koja je ušla u natjecanje
| Izvođač(i)                           | Pjesma                    | Skladatelji                                                             |
| ------------------------------------ | ------------------------- | ----------------------------------------------------------------------- |
| Alen Đuras                           | A tamburiza lullaby       | Siniša Reljić-Simba, Tony Malm, Michel Fannoun, Jimmy Åkerfors          |
| Baby Lasagna                         | Rim Tim Tagi Dim          | Marko Purišić                                                           |
| Barbara Munjas                       | Nepobjediva               | Barbara Munjas                                                          |
| Boris Štok                           | Can We Talk               | John Dorothy, Aidan O'Connor                                            |
| Damir Kedžo                          | Voljena ženo              | Ante Pecotić                                                            |
| Erna                                 | How Do You Love Me        | Ema Imamović, Gabor Rac                                                 |
| ET                                   | Pametnom dosta            | Boytronic                                                               |
| eugen                                | tišine                    | Eugen Stjepan Višić, Anja Grabovac, Mihovil Šoštarić                    |
| James Night                          | Nebo plače                | James Night                                                             |
| Lana Mandarić                        | More                      | Lana Mandarić                                                           |
| Lara Demarin                         | Ne vjerujem ti            | Lara Demarin, Luka Demarin, Robert Domitrović, Hrvoje Domazet           |
| Let 3                                | Babaroga                  | Martinović, Prodanović                                                  |
| Lu Dedić                             | Plavi leptir              | Miro Lesić                                                              |
| Marcela                              | Gasoline                  | Marcela Oroši, Bjørgen van Essen, Délano Ladurner, Daniël van den Brink |
| Mario Battifiaca feat. Robert Ferlin | Vodu piti trizan biti     | Bruno Krajcar                                                           |
| Misha                                | One Day                   | Nemanja Filipović                                                       |
| Noelle                               | Baby, baby                | Hit Factory – Miroslav i Ivan Zečić                                     |
| Natalie Balmix                       | Dijamanti                 | Darko Dimitrov, Robert Bilbilov, Lazar Cvetkoski, Natalie Balmix        |
| Pavel                                | Do mjeseca                | Aljoša Šerić, Jere Šešelja                                              |
| Saša Lozar                           | Ne plačem zbog nje        | Ante Pecotić                                                            |
| Stefany Žužić                        | Sretnih dana dat' će Bog  | Nenad Ninčević, Branimir Mihaljević                                     |
| The Splitters                        | Od kad te sanjam          | Josip Senta i Petar Senta                                               |
| Vatra                                | Slatke suze, gorka ljubav | Ivan Dečak                                                              |
| Vinko                                | Lying Eyes                | Vinko Ćemeraš[[]], Srđan Sekulovic Skansi                               |
| Zsa Zsa                              | Probudi usne moje         | –                                                                       |

| #  | Izvođač       | Pjesma             | Skladatelji               |
| -- | ------------- | ------------------ | ------------------------- |
| 1. | Baby Lasagna  | Rim Tim Tagi Dim   | Marko Purišić             |
| 2. | Cota G4       | Stavi se na mjesto | –                         |
| 3. | Mihael Kvorka | Vrati se           | Alan Dović, Mihael Kvorka |
| 4. | Ether         | Duboko roni        | –                         |

## Polufinala
Dvije polufinalne večeri održale su se 22. i 23. veljače 2024. Po 12 sudionika u svakom polufinalu se natjecalo za osam mjesta u finalu. Redoslijed izvođenja pjesama u polufinalima objavljen je 26. siječnja 2024. U obje večeri glasali su samo gledatelji televotingom (sms-om ili pozivom).

### Polufinale 1
Voditelji prve večeri bili su Maja Ciglenečki i Duško Ćurlić, a kao specijalni gost večeri, nastupio je francuski predstavnik na Euroviziji 2024. – Slimane sa pjesmom "Mon amour", koju je i izveo. Izveo je i svoje pjesme "La recette" i "Des milliers de je t’aime".
Legenda
██ Pjesma je prošla u finale
| #  | Izvođač(i)                           | Pjesma                   | Ishod       |
| -- | ------------------------------------ | ------------------------ | ----------- |
| 1  | Noelle                               | Baby, baby               | Eliminirani |
| 2  | Mario Battifiaca feat. Robert Ferlin | Vodu piti trizan biti    | Finale      |
| 3  | Stefany Žužić                        | Sretnih dana dat' će Bog | Finale      |
| 4  | Misha                                | One Day                  | Eliminirani |
| 5  | Erna                                 | How Do You Love Me       | Eliminirani |
| 6  | eugen                                | tišine                   | Finale      |
| 7  | Vinko                                | Lying Eyes               | Finale      |
| 8  | Barbara Munjas                       | Nepobjediva              | Eliminirani |
| 9  | Let 3                                | Babaroga                 | Finale      |
| 10 | Lana Mandarić                        | More                     | Finale      |
| 11 | Pavel                                | Do mjeseca               | Finale      |
| 12 | Saša Lozar                           | Ne plačem zbog nje       | Finale      |

### Polufinale 2
Voditelji druge večeri bili su Duško Čurlić i Anja Cerar, a kao specijalni gost večeri, nastupila je slovenska predstavnica na ovogodišnjoj Euroviziji – Raiven sa pjesmom "Veronika". Martin Kosovec, pobjednik četvrte sezone The Voice Croatia, predstavio je svoj prvi singl "Maštarija".
Legenda
██ Pjesma je prošla u finale
| #  | Izvođač(i)     | Pjesma                    | Ishod       |
| -- | -------------- | ------------------------- | ----------- |
| 1  | Lu Dedić       | Plavi leptir              | Eliminirani |
| 2  | James Night    | Nebo plače                | Eliminirani |
| 3  | Lara Demarin   | Ne vjerujem ti            | Finale      |
| 4  | Alen Đuras     | A tamburiza lullaby       | Finale      |
| 5  | The Splitters  | Od kad te sanjam          | Eliminirani |
| 6  | Boris Štok     | Can We Talk               | Finale      |
| 7  | Baby Lasagna   | Rim Tim Tagi Dim          | Finale      |
| 8  | ET             | Pametnom dosta            | Eliminirani |
| 9  | Vatra          | Slatke suze, gorka ljubav | Finale      |
| 10 | Damir Kedžo    | Voljena ženo              | Finale      |
| 11 | Natalie Balmix | Dijamanti                 | Finale      |
| 12 | Marcela        | Gasoline                  | Finale      |

## Finale
Finalna večer održala se 25. veljače 2024., voditelji su bili Maja Ciglenečki, Duško Ćurlić i Anja Cerar. Nakon glasanja, zabavni show priredili su prošlogodišnji pobjednici Dore 2023., Let 3 i ostali nenajavljeni gosti. Redoslijed izvođenja pjesama u finalu objavljen je 23. veljače. U finalu su glasala četiri hrvatska žirija iz HRT-ovih centara Zagreb, Split, Rijeka i Osijek. Ove godine osim HRT-ovih centara, svoje ocjene su dali i četiri međunarodna žirija iz zemalja sudionica Eurovizije 2024.: Island, Italija, Njemačka i Ukrajina.
Legenda
██ Pobjednik
| #  | Izvođač(i)                          | Pjesma                    | Žiri | Televoting | Televoting | Ukupno | Plasman |
| #  | Izvođač(i)                          | Pjesma                    | Žiri | Glasovi    | Poeni      | Ukupno | Plasman |
| -- | ----------------------------------- | ------------------------- | ---- | ---------- | ---------- | ------ | ------- |
| 1  | Natalie Balmix                      | Dijamanti                 | 24   | ≈4.300     | 11         | 35     | 10.     |
| 2  | Mario Battifiaca feat Robert Ferlin | Vodu piti trizan biti     | 0    | ≈3.500     | 9          | 9      | 15.     |
| 3  | Lana Mandarić                       | More                      | 9    | ≈1.500     | 4          | 13     | 13.     |
| 4  | Boris Štok                          | Can We Talk               | 10   | ≈5.000     | 13         | 23     | 12.     |
| 5  | Stefany                             | Sretnih dana dat' će Bog  | 3    | ≈3.500     | 9          | 12     | 14.     |
| 6  | Pavel                               | Do mjeseca                | 38   | ≈5.800     | 15         | 53     | 7.      |
| 7  | Saša Lozar                          | Ne plačem zbog nje        | 1    | ≈1.900     | 5          | 6      | 16.     |
| 8  | Lara Demarin                        | Ne vjerujem ti            | 19   | ≈2.300     | 6          | 25     | 11.     |
| 9  | Let 3                               | Babaroga                  | 55   | ≈9.300     | 24         | 79     | 3.      |
| 10 | Alen Đuras                          | A Tamburitza Lullaby      | 35   | ≈10.500    | 27         | 62     | 5.      |
| 11 | eugen                               | tišine                    | 26   | ≈5.800     | 15         | 41     | 8.      |
| 12 | Vatra                               | Slatke suze, gorka ljubav | 21   | ≈5.800     | 15         | 36     | 9.      |
| 13 | Damir Kedžo                         | Voljena ženo              | 51   | ≈8.500     | 22         | 73     | 4.      |
| 14 | Baby Lasagna                        | Rim Tim Tagi Dim          | 74   | ≈95.800    | 247        | 321    | 1.      |
| 15 | Marcela                             | Gasoline                  | 39   | ≈7.800     | 20         | 59     | 6.      |
| 16 | Vinko                               | Lying Eyes                | 59   | ≈8.900     | 23         | 82     | 2.      |

### Glasovi žirija
| #  | Pjesma                    | Regionalni žiri i Međunarodni žiri | Regionalni žiri i Međunarodni žiri | Regionalni žiri i Međunarodni žiri | Regionalni žiri i Međunarodni žiri | Regionalni žiri i Međunarodni žiri | Regionalni žiri i Međunarodni žiri | Regionalni žiri i Međunarodni žiri | Regionalni žiri i Međunarodni žiri | Ukupno |
| #  | Pjesma                    | Osijek                             | Ukrajina                           | Rijeka                             | Island                             | Split                              | Italija                            | Njemačka                           | Zagreb                             | Ukupno |
| -- | ------------------------- | ---------------------------------- | ---------------------------------- | ---------------------------------- | ---------------------------------- | ---------------------------------- | ---------------------------------- | ---------------------------------- | ---------------------------------- | ------ |
| 1  | Dijamanti                 | 3                                  |                                    | 8                                  |                                    | 4                                  |                                    | 1                                  | 8                                  | 24     |
| 2  | Vodu piti trizan biti     |                                    |                                    |                                    |                                    |                                    |                                    |                                    |                                    | 0      |
| 3  | More                      |                                    | 1                                  |                                    | 5                                  |                                    | 3                                  |                                    |                                    | 9      |
| 4  | Can We Talk               | 1                                  |                                    | 2                                  |                                    | 3                                  | 2                                  |                                    | 2                                  | 10     |
| 5  | Sretnih dana dat' će Bog  |                                    |                                    |                                    |                                    |                                    |                                    | 3                                  |                                    | 3      |
| 6  | Do mjeseca                | 7                                  | 5                                  | 5                                  | 6                                  | 2                                  |                                    | 6                                  | 7                                  | 38     |
| 7  | Ne plačem zbog nje        |                                    |                                    |                                    |                                    |                                    | 1                                  |                                    |                                    | 1      |
| 8  | Ne vjerujem ti            |                                    |                                    |                                    |                                    |                                    | 8                                  | 10                                 | 1                                  | 19     |
| 9  | Babaroga                  | 10                                 | 2                                  | 10                                 | 10                                 | 6                                  | 4                                  | 7                                  | 6                                  | 55     |
| 10 | A tamburiza lullaby       | 2                                  | 8                                  | 6                                  | 2                                  | 8                                  | 6                                  |                                    | 3                                  | 35     |
| 11 | tišine                    |                                    | 6                                  |                                    | 3                                  |                                    | 5                                  | 12                                 |                                    | 26     |
| 12 | Slatke suze, gorka ljubav | 4                                  | 7                                  | 1                                  | 8                                  | 1                                  |                                    |                                    |                                    | 21     |
| 13 | Voljena ženo              | 5                                  | 3                                  | 7                                  | 7                                  | 7                                  | 10                                 | 8                                  | 4                                  | 51     |
| 14 | Rim Tim Tagi Dim          | 12                                 | 10                                 | 12                                 | 12                                 | 12                                 |                                    | 4                                  | 12                                 | 74     |
| 15 | Gasoline                  | 8                                  | 4                                  | 4                                  | 4                                  | 5                                  | 7                                  | 2                                  | 5                                  | 39     |
| 16 | Lying Eyes                | 6                                  | 12                                 | 3                                  | 1                                  | 10                                 | 12                                 | 5                                  | 10                                 | 59     |

## Vanjske poveznice
- Službena stranica Dore na HRT-u
- Službeni Dora – HRT (kanal) na YouTubeu
- Službena stranica na Facebook-u
- Službena stranica na Instagram-u